# Andrej Drukarov
Andrej Drukarov (* 10. Mai 1999 in Vilnius) ist ein litauischer Skirennläufer. Er startet hauptsächlich im Riesenslalom, aber auch in allen anderen Disziplinen.

## Biografie
Drukarov begann mit 9 Jahren dem Skifahren, kurz nachdem er mit seiner Familie nach Andermatt gezogen war. Er begann seine Karriere beim örtlichen Skiclub Gotthard Andermatt. Seine ersten internationalen Rennen bestritt er im November 2015 in Solda. Bei den Olympischen Jugend-Winterspielen 2016 in Lillehammer belegte Drukarov den 27. Rang im Riesenslalom als einziges Ergebnis. 2017 startet er erstmals bei einer Weltmeisterschaft. In St. Moritz erreichte er Platz 43 im Riesenslalom, im Slalom schied er im ersten Durchgang des Qualifikationsrennens aus. Bei den Olympischen Winterspielen 2018 in Pyeongchang war Drukarov Teil der litauischen Mannschaft. Im Slalom erreichte er mit dem 41. Rang seine beste Platzierung bei Olympischen Spielen.
2019 trat Drukarov sowohl bei den Junioren-, als auch bei den regulären Weltmeisterschaften an. Während er bei den Juniorenwettkämpfen lediglich Platz 61 im Super-G erreichte, konnte er sich bei den regulären Weltmeisterschaften im Riesenslalom auf Rang 41 klassieren. Am 13. März 2021 gab Drukarov sein Weltcupdebüt beim Riesenslalom in Kranjska Gora, schied jedoch im Riesentorlauf aus. Seine ersten Weltcuppunkte erzielte er genau ein Jahr später ebenfalls in Kranjska Gora. 2022 nahm Drukarov erneut für Litauen an den Olympischen Winterspielen teil. Im Riesenslalom qualifizierte er sich für den zweiten Durchgang, wo er jedoch zu Sturz kam. Zum abschließenden Slalom trat er nicht mehr an.
Bei den Winter World University Games 2023 in Lake Placid gewann Drukarov die Silbermedaille in der Kombination. Im Super-G verpasste er als Vierter nur knapp eine weitere Medaille. Im Riesentorlauf schied er nach Rang 8 im ersten Durchgang aus.
Am 24. Januar 2025 gewann Drukarov in Turnau sein erstes Europacuprennen.

## Privates
Drukarov studiert derzeit Rechtswissenschaft an der Universität Luzern.

## Erfolge

### Olympische Spiele
- Pyeongchang 2018: 41. Slalom, 59. Riesenslalom
- Peking 2022: DNF Riesenslalom, DNS Slalom

### Weltmeisterschaften
- St. Moritz 2017: 43. Riesenslalom, 47. Super-G, DNQ Slalom,
- Åre 2019: 41. Riesenslalom, 43. Slalom, 47. Super-G
- Cortina d’Ampezzo 2021: 23. Riesenslalom, DNF Slalom
- Courchevel/Méribel 2023: DNF Riesenslalom
- Saalbach 2025: DNF Riesenslalom

### Weltcup
- 3 Platzierungen unter den besten 30

#### Weltcupwertungen
| Saison  | Gesamt | Gesamt | Riesenslalom | Riesenslalom |
| Saison  | Platz  | Punkte | Platz        | Punkte       |
| ------- | ------ | ------ | ------------ | ------------ |
| 2022/23 | 153.   | 3      | 57           | 3            |
| 2023/24 | 123.   | 11     | 45.          | 11           |

### Europacup
- 8 Platzierungen unter den besten 10, davon ein Sieg

| Datum           | Ort    | Land       | Disziplin    |
| --------------- | ------ | ---------- | ------------ |
| 24. Januar 2025 | Turnau | Österreich | Riesenslalom |

#### Europacupwertungen
| Saison  | Gesamt | Gesamt | Riesenslalom | Riesenslalom |
| Saison  | Platz  | Punkte | Platz        | Punkte       |
| ------- | ------ | ------ | ------------ | ------------ |
| 2020/21 | 154.   | 20     | 47.          | 20           |
| 2021/22 | 174.   | 15     | 56.          | 15           |
| 2022/23 | 148.   | 29     | 58.          | 29           |

### Nor-Am Cup
- 4 Platzierungen unter den besten 10, davon 2 Podestplätze

#### Nor-Am Cupwertungen
| Saison  | Gesamt | Gesamt | Riesenslalom | Riesenslalom |
| Saison  | Platz  | Punkte | Platz        | Punkte       |
| ------- | ------ | ------ | ------------ | ------------ |
| 2022/23 | 21.    | 234    | 4.           | 235          |

### Olympische Jugendspiele
- Lillehammer 2016: 27. Riesenslalom, 35. Super-G, DNF1 Slalom, DNF1 Kombination

### Juniorenweltmeisterschaften
- Fassatal 2019: 61. Super-G, DNF Riesenslalom, DNF Slalom
- Narvik 2020: 40. Super-G

### World University Games
- Lake Placid 2023: 2. Kombination, 4. Super-G

### Sonstige Erfolge
- 4 Siege in FIS-Rennen